# Коле Сан Паоло (Фрозиноне)
Коле Сан Паоло је насеље у Италији у округу Фрозиноне, региону Лацио.
Према процени из 2011. у насељу је живело 246 становника. Насеље се налази на надморској висини од 350 м.